# Cullercoats
Cullercoats è un paese di 9 202 abitanti della contea del Tyne and Wear, in Inghilterra.